# Quetta
Quetta (کویتہ) är huvudstad i den pakistanska provinsen Baluchistan. Folkmängden uppgår till cirka 1 miljon invånare. De mest talade språken är pashto, hazaragi och baluchiska. Staden ligger på en öppen högslätt (1 680 meter över havet), omgivet av en krets av berg över 3 000 meter höga. I nordväst är utsikten öppen över Pishindalen till Kodjakpasset och Kandahar, mot söder leder en öppen dal till Bolanpasset och mot norr en slätt till Pishin. Järnvägar går genom Bolanpasset och Kodjakpasset (sedan 1879) och från Pishin förbi Harnai till Sibi, varifrån den fortsätter till Shikarpur, där den står i förbindelse med det indiska järnvägsnätet.

## Historia
Quetta med område avträddes 1882-1883 av khanen av Qalat till britterna. Quetta är den sydligaste av de gränsposter och strategiska järnvägssystem som anlades vid Brittiska Indiens nordvästra gräns. Namnet Quetta kommer av pashtons kwatta för "fort". Under kolonialtiden var området runt staden försett med befästningar för att spärra vägen från Kodjakpasset. Jämte sin strategiska betydelse hade Quetta framstående vikt som handelsplats för Afghanistan, Iran och en stor del av Centralasien.

## Nutid
Quetta är idag en stad med mycket kultur och sevärdheter, men också med stora problem. 2008 skedde en jordbävning i närheten av staden och en del byggnader skadades. Det har  sagts att Quetta var den ort där stora delar av talibanernas ledarskap gömde sig efter att de störtats av USA 2001.
I Quetta finns minst en halv miljon hazarer. Många flydde dit under den afghanske emiren Abdur Rahmans folkmordsliknande förföljelse i slutet av 1800-talet. Andra har flytt senare från det förtryck som alltid har hotat den shiamuslimska minoriteten i det sunnimuslimska Afghanistan och som har varit extra hårt när talibanerna har haft makten. Hazarerna i Quetta bor i två ghettoliknande slutna enklaver på branta berg i varsin ände av staden och har blivit utsatta för många terrordåd.